# A magyar labdarúgó-bajnokság aranyérmes játékosainak listája: Sz
Az alábbi lista a magyar labdarúgó-bajnokság bajnokcsapatainak játékosait sorolja fel, Sz kezdőbetűvel, bajnoki cím száma, egyesületek és idények szerint.

## Sz
| Játékos            | Bajnoki cím | Csapat(ok)                     | Idény(ek)                                                              |
| ------------------ | ----------- | ------------------------------ | ---------------------------------------------------------------------- |
| Szabadkai Lajos    | 2           | WMFC Csepel                    | 1941–42, 1942–43                                                       |
| Szabados József    | 1           | Kispest-Honvéd                 | 1992–93                                                                |
| Szabó Ádám         | 1           | MTK                            | 2007–08                                                                |
| Szabó András       | 1           | Újpesti Dózsa                  | 1989–90                                                                |
| Szabó Antal        | 2           | Hungária                       | 1935–36, 1936–37                                                       |
| Szabó Ferenc       | 1           | Ferencváros                    | 1948–49                                                                |
| Szabó Ferenc       | 2           | Ferencváros                    | 1975–76, 1980–81                                                       |
| P. Szabó Gábor     | 3           | Újpest                         | 1929–30, 1930–31, 1932–33                                              |
| Szabó Géza         | 1           | Hungária                       | 1935–36                                                                |
| Szabó István       | 1           | MTK                            | 1953                                                                   |
| Szabó Ottó         | 2           | Rába ETO                       | 1981–82, 1982–83                                                       |
| Szabó Ottó         | 1           | Debreceni VSC                  | 2005–06                                                                |
| Szabó Péter        | 3           | MTK                            | 1916–17, 1917–18, 1918–19                                              |
| Száger György      | 1           | Ferencváros                    | 1962–63                                                                |
| Szakály Dénes      | 1           | Videoton                       | 2010–11                                                                |
| Szakály Péter      | 3           | Debreceni VSC                  | 2008–09, 2009–10, 2011–12                                              |
| Szalai Attila      | 2           | 1 – MTK-VM 1 – Vác             | 1986–87 1993–94                                                        |
| Szalai Tamás       | 1           | Ferencváros                    | 2003–04                                                                |
| Szalay Antal       | 4           | Újpest                         | 1930–31, 1932–33, 1934–35, 1938–39                                     |
| Szalay István      | 2           | WMFC Csepel                    | 1941–42, 1942–43                                                       |
| Szaló József       | 1           | Győri Vasas ETO                | 1963-ősz                                                               |
| Szamosi Tamás      | 2           | 1 – MTK 1 – Zalaegerszeg       | 1998–99 2001–02                                                        |
| Szandovits József  | 1           | Ferencváros                    | 1912–13                                                                |
| Szániel János      | 1           | Győri Vasas ETO                | 1963-ősz                                                               |
| Szaniszló János    | 1           | Újpest                         | 1934–35                                                                |
| Szántai László     | 1           | Ferencváros                    | 1962–63                                                                |
| Szántai Levente    | 1           | MTK                            | 2002–03                                                                |
| Szántó Károly      | 1           | MTK                            | 1913–14                                                                |
| Szanyó Károly      | 1           | Újpest                         | 1997–98                                                                |
| Szatmári Csaba     | 4           | Debreceni VSC                  | 2004–05, 2005–06, 2006–07, 2008–09                                     |
| Szatmári Zoltán    | 1           | MTK                            | 2007–08                                                                |
| Szeder György      | 1           | Újpest                         | 1938–39                                                                |
| Szedlacsek István  | 1           | Vác                            | 1993–94                                                                |
| Szedlacsik Ferenc  | 2           | Ferencváros                    | 1927–28, 1931–32                                                       |
| Szegedi Miklós     | 1           | Nagyváradi AC                  | 1943–44                                                                |
| Szeibert György    | 1           | MTK-VM                         | 1986–87                                                                |
| Szeiler József     | 3           | Ferencváros                    | 1991–92, 1994–95, 1995–96                                              |
| Szeitler Károly    | 5           | Ferencváros                    | 1908–09, 1909–10, 1910–11, 1911–12, 1912–13                            |
| Székely Béla       | 2           | Ferencváros                    | 1933–34, 1937–38                                                       |
| Székely Miklós     | 1           | MTK                            | 1919–20                                                                |
| Szekeres Adrián    | 1           | MTK                            | 2007–08                                                                |
| Szekeres András    | 3           | WMFC Csepel                    | 1941–42, 1942–43, 1947–48                                              |
| Szekeres Tamás     | 4           | 2 – Ferencváros 2 – MTK        | 1991–92, 1994–95 1996–97, 1998–99                                      |
| Széles Ferenc      | 1           | Ferencváros                    | 1962–63                                                                |
| Szélesi Zoltán     | 1           | Debreceni VSC                  | 2009–10                                                                |
| Szélpál László     | 1           | Újpesti Dózsa                  | 1989–90                                                                |
| Szenes Sándor      | 1           | Ferencváros                    | 1991–92                                                                |
| Szentes Lázár      | 2           | Rába ETO                       | 1981–82, 1982–83                                                       |
| Szentesi Károly    | 1           | Csepel                         | 1947–48                                                                |
| Szentmihályi Antal | 8           | 2 – Vasas SC 6 – Újpesti Dózsa | 1960–61, 1961–62 1969, 1970-tavasz, 1970–71, 1971–72, 1972–73, 1973–74 |
| Szepessy László    | 2           | 1 – Ferencváros 1 – Rába ETO   | 1980–81 1982–83                                                        |
| Szigethi Károly    | 3           | Újpesti Dózsa                  | 1972–73, 1973–74, 1974–75                                              |
| Szíjártó László    | 2           | Rába ETO                       | 1981–82, 1982–83                                                       |
| Szijjártó István   | 1           | Bp. Honvéd                     | 1988–89                                                                |
| Sziklai Ferenc     | 2           | Újpest                         | 1934–35, 1938–39                                                       |
| Szilágyi Gyula     | 1           | Vasas SC                       | 1957-tavasz                                                            |
| Szilágyi János     | 1           | Vasas SC                       | 1957-tavasz                                                            |
| Szilágyi Péter     | 4           | Debreceni VSC                  | 2006–07, 2008–09, 2009–10, 2011–12                                     |
| Szimcsák István    | 1           | MTK                            | 1957–58                                                                |
| Szimcsák László    | 1           | MTK                            | 1957–58                                                                |
| Szini József       | 2           | Újpesti Dózsa                  | 1959–60, 1969                                                          |
| Szirmai Nándor     | 1           | Ferencváros                    | 1937–38                                                                |
| Szkukalek Igor     | 1           | Ferencváros                    | 2003–04                                                                |
| Szlezák Zoltán     | 2           | Újpest                         | 1989–90, 1997–98                                                       |
| Szokolai László    | 1           | Ferencváros                    | 1980–81                                                                |
| Szolnok István     | 2           | MTK                            | 1951, 1953                                                             |
| Szovják István     | 2           | Bp. Honvéd                     | 1954, 1955                                                             |
| Szoyka Kornél      | 2           | Ferencváros                    | 1939–40, 1940–41                                                       |
| Szőke István       | 2           | Ferencváros                    | 1967, 1968                                                             |
| Szőke István       | 1           | Vasas SC                       | 1976–77                                                                |
| Sztancsik József   | 1           | Hungária                       | 1936–37                                                                |
| Aco Sztojkov       | 1           | Debreceni VSC                  | 2006–07                                                                |
| Szusza Ferenc      | 4           | Újpest                         | 1945-tavasz, 1945–46, 1946–47, 1959–60                                 |
| Szűcs György       | 3           | Újpest                         | 1932–33, 1934–35, 1938–39                                              |
| Szűcs István       | 3           | Debreceni VSC                  | 2006–07, 2008–09, 2009–10                                              |
| Szűcs Lajos        | 2           | Ferencváros                    | 1967, 1968                                                             |
| Szűcs Lajos        | 3           | 1 – Újpest 2 – Ferencváros     | 1997–98 2000–01, 2003–04                                               |
| Szűcs Mihály       | 4           | Ferencváros                    | 1991–92, 1994–95, 1995–96, 2000–01                                     |
| Szűcs Sándor       | 3           | Újpest                         | 1945-tavasz, 1945–46, 1946–47                                          |